# Joseph Majault
Joseph Majault, né le 1er décembre 1916 à Niort et mort le 8 juin 1994 à Paris 14e, est un poète français. Lauréat du Prix Montyon et du Prix Valentine-de-Wolmar.

## Œuvres
- L'anathème, Les cahiers d'art et d'amitié, Paris 1941.
- Mauriac et l'art du roman, Laffont, Paris 1946.
- Je plaide coupable, Laffont, Paris 1953.
- Entre tes mains, Laffont, Paris 1954.
- Les dernières amarres, Laffont, Paris 1956.
- Un amour heureux, Laffont, Paris 1957.
- L'été trop court, Laffont, Paris 1960.
- Les enfants du soir, Castermann, Bruxelles 1962.
- James Joyce, Editions universitaires, Paris 1963.
- Mythologie d'un homme moyen, Laffont, Paris 1964.
- Camus - révolte et liberté, Editions du Centurion, Paris 1965.
- La révolution de l'enseignement - Inventaire de l'avenir, Laffont, Paris 1967.
- Les échéances de dieu, Laffont, Paris 1969.
- Rives, Illustré par Abram Krol, Editions du temps, Paris 1970.
- Virginie ou le premier matin du monde, Laffont, Paris 1973.